# Telephos (indo-griechischer König)

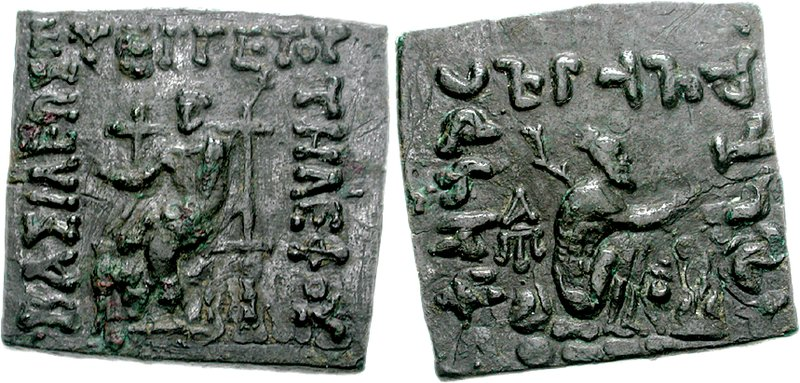
Münze des Telephos

Telephos war ein indo-griechischer König, der bisher nur von seinen wenigen Münzen bekannt ist. Er regierte wahrscheinlich nur kurz, wobei sein Herrschaftsgebiet in Gandhara lag. Die genaue chronologische Festsetzung seiner Regierungszeit ist in der Forschung umstritten. Er wird meist in die Mitte des ersten Jahrhunderts v. Chr. gesetzt.
Seine Münzen zeigen einige Eigenheiten, die nicht von indo-griechischen Herrschern bekannt sind. Auf der Vorderseite findet sich manchmal das Bild des Zeus und Beischriften in griechischer Schrift, die Rückseite zeigt andere Figuren wie einen hockenden Mann mit Legenden in Kharoshthi.
Auf seinen Münzen erscheinen Monogramme, die sonst bei keinem weiteren indo-griechischen Herrscher bezeugt sind, jedoch bei dem indo-skythischen König Maues (genaue Datierung unsicher, Schätzungen schwanken zwischen 120 und 60 v. Chr.). Robert C. Senior sieht in ihm wegen dieser Monogramme einen indo-skythischen Herrscher, der zur Familie des Maues gehört.